# Flaga obwodu sachalińskiego
Flaga obwodu sachalińskiego (NHR:158) zatwierdzona 28 listopada 1995 to prostokątny materiał koloru morskiego (niebieski w odcieniu szafirowo-zielonym) w proporcjach (szerokość do długości) - 2:3. W centralnej części flagi przedstawione są w kolorze białym Sachalin i wyspy Kurylskie, schodzące się na dole pod kątem 45°. Dolne i górne granice konturów wysp znajdują się na jednej linii w odległości 1/8 wysokości od dolnego bądź górnego krańca flagi.
Flaga obwodu sachalińskiego, autorstwa Witalija Gomilewskiego, jest jedną z nielicznych flag, na których jest przedstawiona mapa terytorium.